# نموذج قبر خشبي

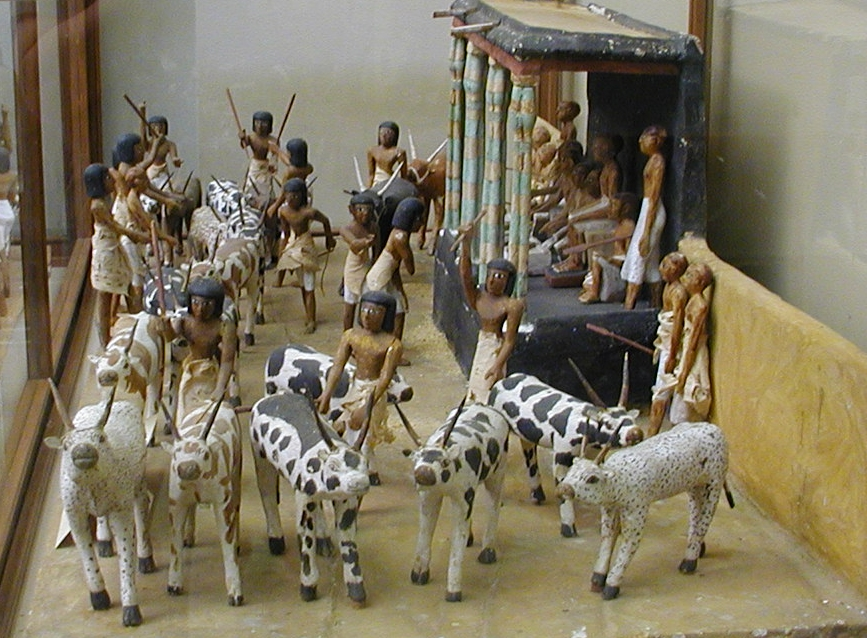
نموذج يظهر مكت رع وهو يشرف على عد ماشيته

تم إيداع نماذج المقابر الخشبية كبضائع جنائزية في المقابر وأعمدة القبر في المملكة المصرية الوسطى. تضمنت مجموعة متنوعة من التماثيل والمشاهد الخشبية، مثل القوارب ومخازن الحبوب ومشاهد الخبز والتخمير ومشاهد الجزارة. الأنواع المختلفة من النماذج لها طابع رمزي وكان يعتقد أنها ستؤدي مهامًا مختلفة تكريما للموتى في العالم الآخر.

## الأصل
احتاج الملوك المصريون بالضرورة إلى خدمهم بعد الموت، لأنهم خدموهم طوال حياتهم بأمانة في كل حاجة. يبدو أن هذا أدى إلى بناء مجموعة كبيرة ومتنوعة من النماذج المكتشفة داخل المقابر تمثل أنواعًا مختلفة من الأعمال. في البداية، قدمت المقابر الملكية نموذج خادم واحد، ولكن مع مرور الوقت زاد عددها، حيث احتوى بعضها على 365 نموذج، واحدة لكل يوم من أيام السنة. كما بدأت تظهر نماذج ذات التراكيب المسرحية، بما في ذلك الحيوانات والأشياء الأخرى. مع استمرار وجود عادة النماذج الخشبية خلال عصر الإمبراطورية المصرية (1550 - 1069 قبل الميلاد)، استمر عددها في الازدياد. يقال أنه تم العثور على أكثر من 700 نموذج في مقبرة سيتي الأول (1294-1279 قبل الميلاد).

## عصر ما قبل الأسرات، والأسر المصرية المبكرة، والمملكة المصرية القديمة
نماذج الفخار والعاج من عصر ما قبل الأسرات والأسر المصرية المبكرة نادرة، ولكن وجد أنها تتضمن عناصر ومشاهد مماثلة للنماذج اللاحقة مثل مخازن الحبوب.
خلال عصر المملكة المصرية القديمة، كانت نماذج من الحجر الجيري لشخصيات مفردة تشارك في مجموعة متنوعة من الأنشطة مثل «الغربلة، وتشكيل كعكات العجين، وحضور فرن الخبز، وتصفية البيرة، وإعداد برطمانات البيرة، وطهي اللحوم أو طبخها، وذبح بقرة، وحملها. تم العثور على الأواني أو الأكياس،» العزف على القيثارة، بالإضافة إلى العديد من نماذج القوارب الخشبية في مقابر النخبة. يمكن العثور على النماذج مدفونة خارج القبر أو في السرداب ومنافذ التماثيل داخل القبر. بعد عهد بيبي الثاني، تم العثور على مثل هذه النماذج بشكل متزايد في مقابر النخبة وبأعداد أكبر. 

## الفترة الانتقالية الأولى والمملكة المصرية الوسطى
كانت نماذج الفترة الانتقالية الأولى مصنوعة من الخشب وعادة ما كانت عبارة عن شخصين بشريين أو أكثر مثبتين على قاعدة في مشهد ما. معظم النماذج الجنائزية اليوم من المملكة المصرية الوسطى، حيث لم يزداد العدد فقط ولكن أيضًا تنوع النماذج ووظائفها. يمكن العثور على هذه النماذج في مصلى المقبرة، على سبيل المثال مقبرة نختى بأسيوط، أو محاريب وأعمدة، أو في حجرة القبر. أولئك الذين تم العثور عليهم في حجرة القبر تم توجيههم إلى الاتجاهات الأساسية والتابوت، ويمكن العثور عليهم فوق التابوت وعلى الأرض بجانبه. يمكن تصنيف هذه النماذج عمومًا في قوارب، وإنتاج طعام، وحرفيين وورش، وأخرى (جنود، وكتبة، ونماذج منزلية، وتفتيش على الماشية، ورجال يحملون كرسي سيارة). معظم النماذج عبارة عن تمثيلات ثلاثية الأبعاد للمشاهد الشائعة الموجودة على جدران مصلى القبر. على سبيل المثال، تم العثور على مخازن الحبوب مصورة على الجدران الجنوبية لغرف مقابر الدولة القديمة وكذلك على أطراف توابيت الدولة الوسطى.
ومن أشهر هذه النماذج الأربعة وعشرون نموذجًا خشبيًا مأخوذة من مقبرة مكت رع (TT280)، وتوجد الآن في المتحف المصري بالقاهرة ومتحف المتروبوليتان للفنون في مدينة نيويورك. تم العثور على أكبر مجموعة من النماذج في المقبرة 10A في تحوتي نخت وزوجته، في دير البرشا بحلول عام 1915 في تنقيب جامعة هارفارد ومتحف بوسطن للفنون الجميلة والتي تضمنت «حوالي 58 قاربًا نموذجيًا وما يقرب من ثلاثين نموذجًا من الحياة اليومية.» هذه النماذج موجودة الآن في متحف بوسطن للفنون الجميلة.

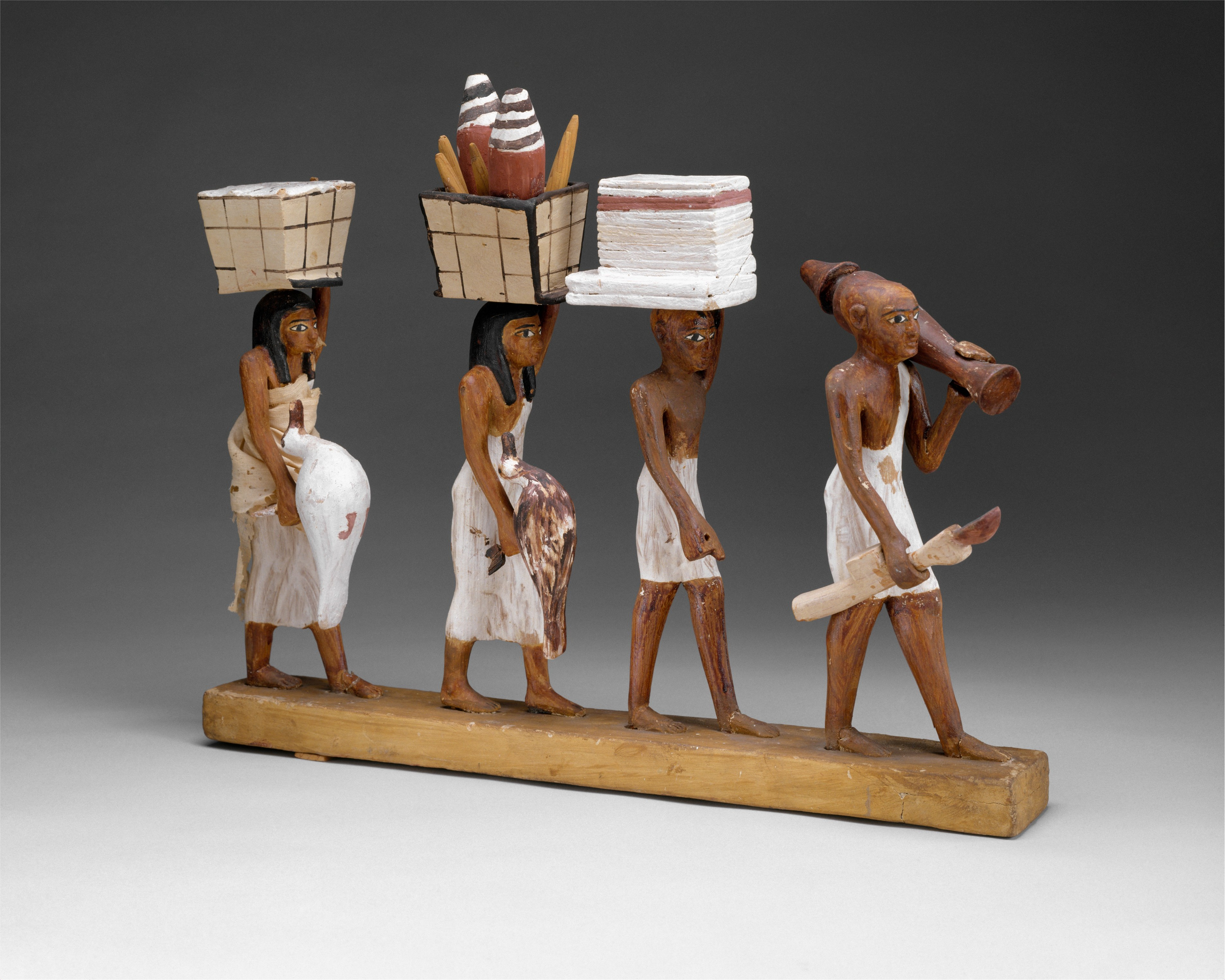
نموذج لموكب القرابين، قبر مكت رع.
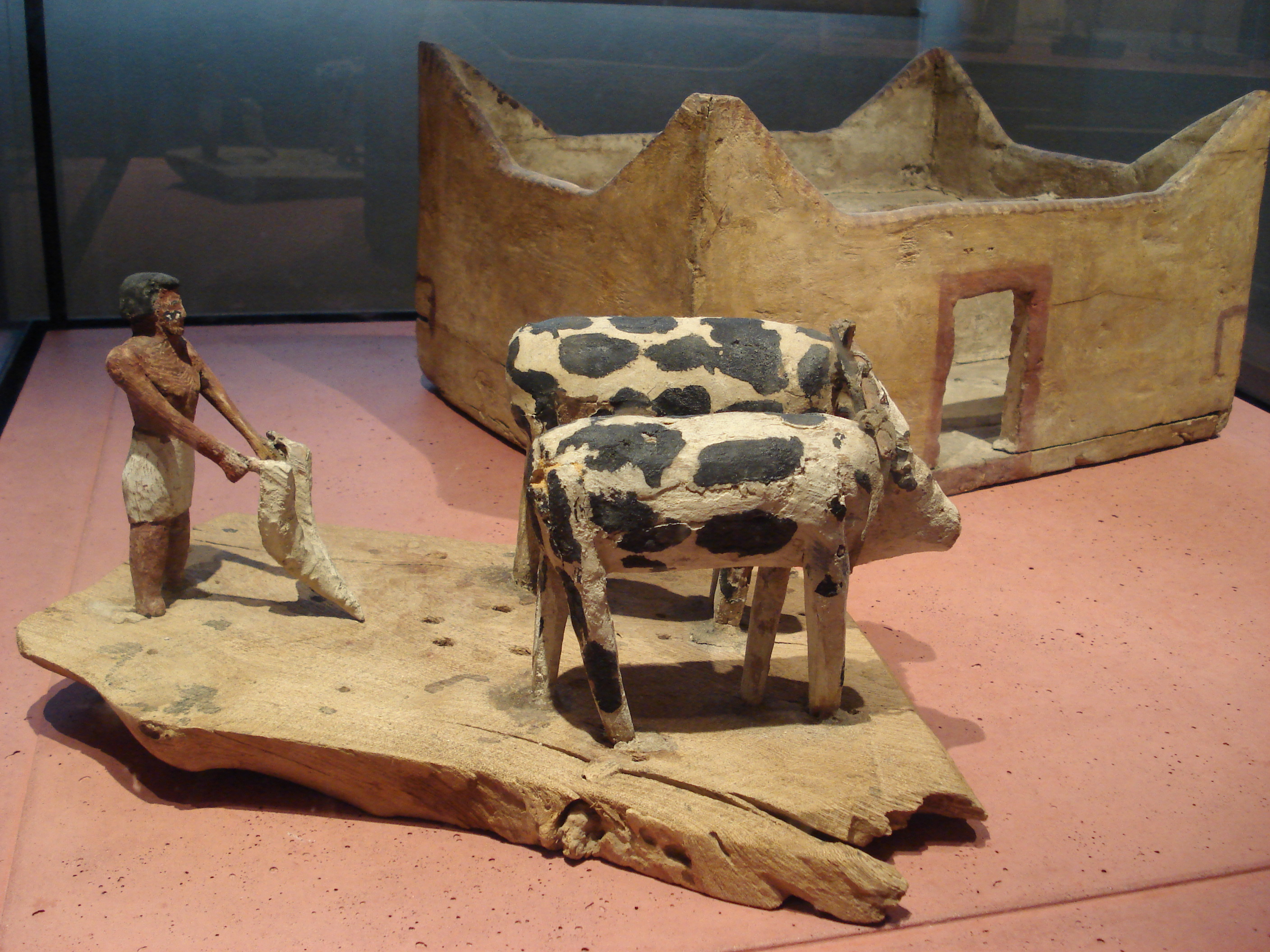
مشهد الحرث.
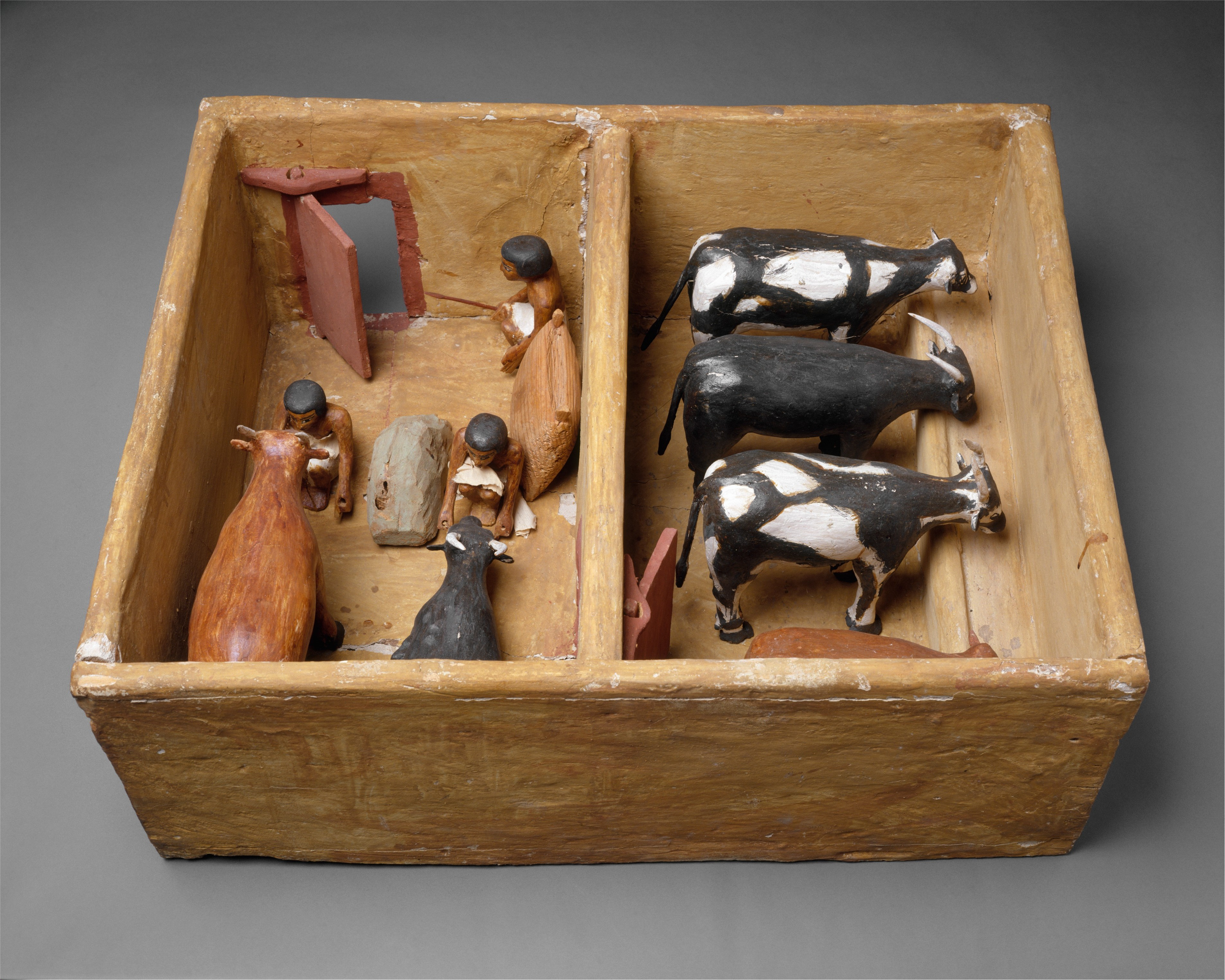
نموذج لإسطبل ماشية، ضريح مكت رع.
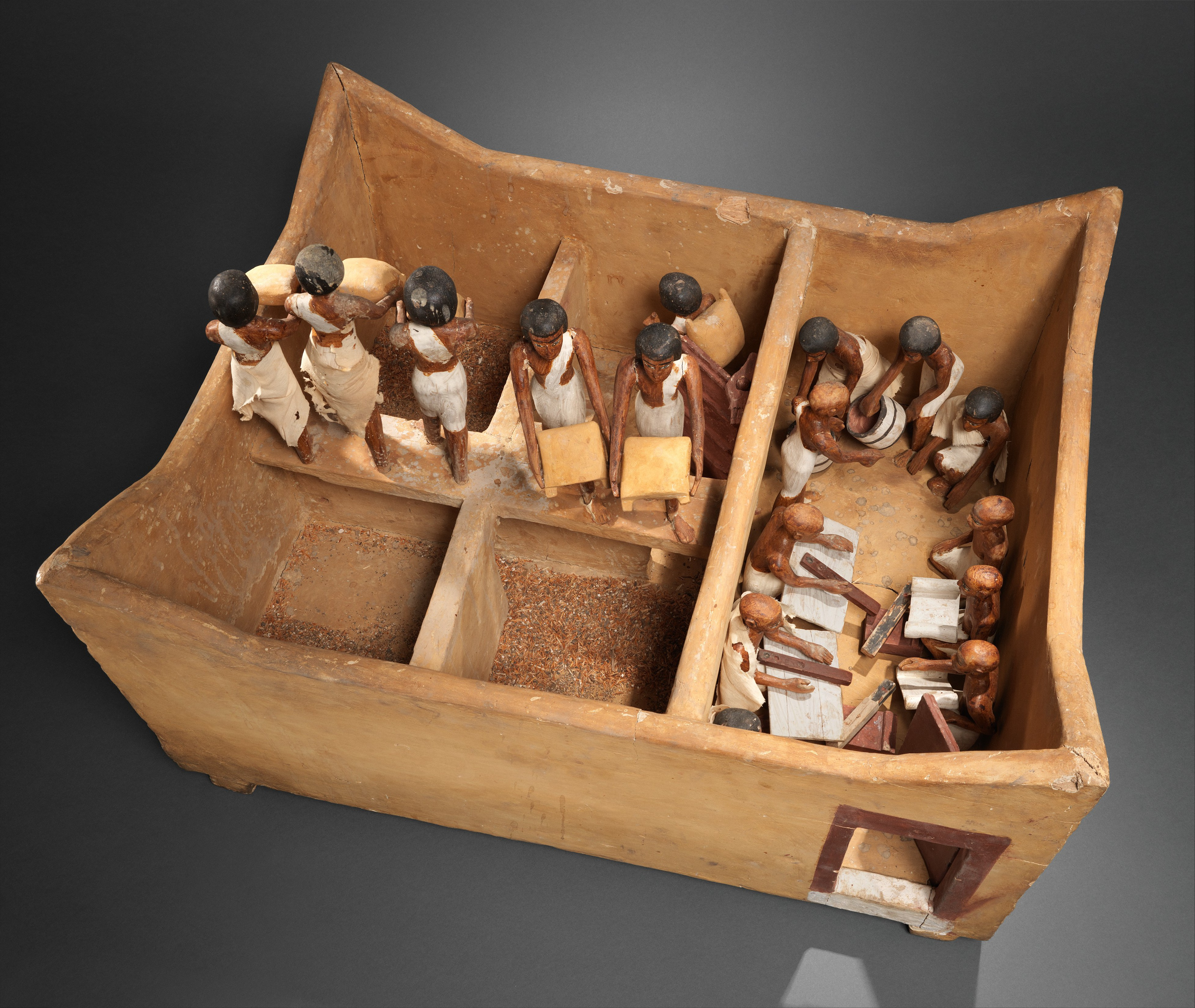
نموذج لمخزن حبوب مع الكتبة، قبر مكت رع.

## أواخر المملكة المصرية الوسطى والإمبراطورية المصرية

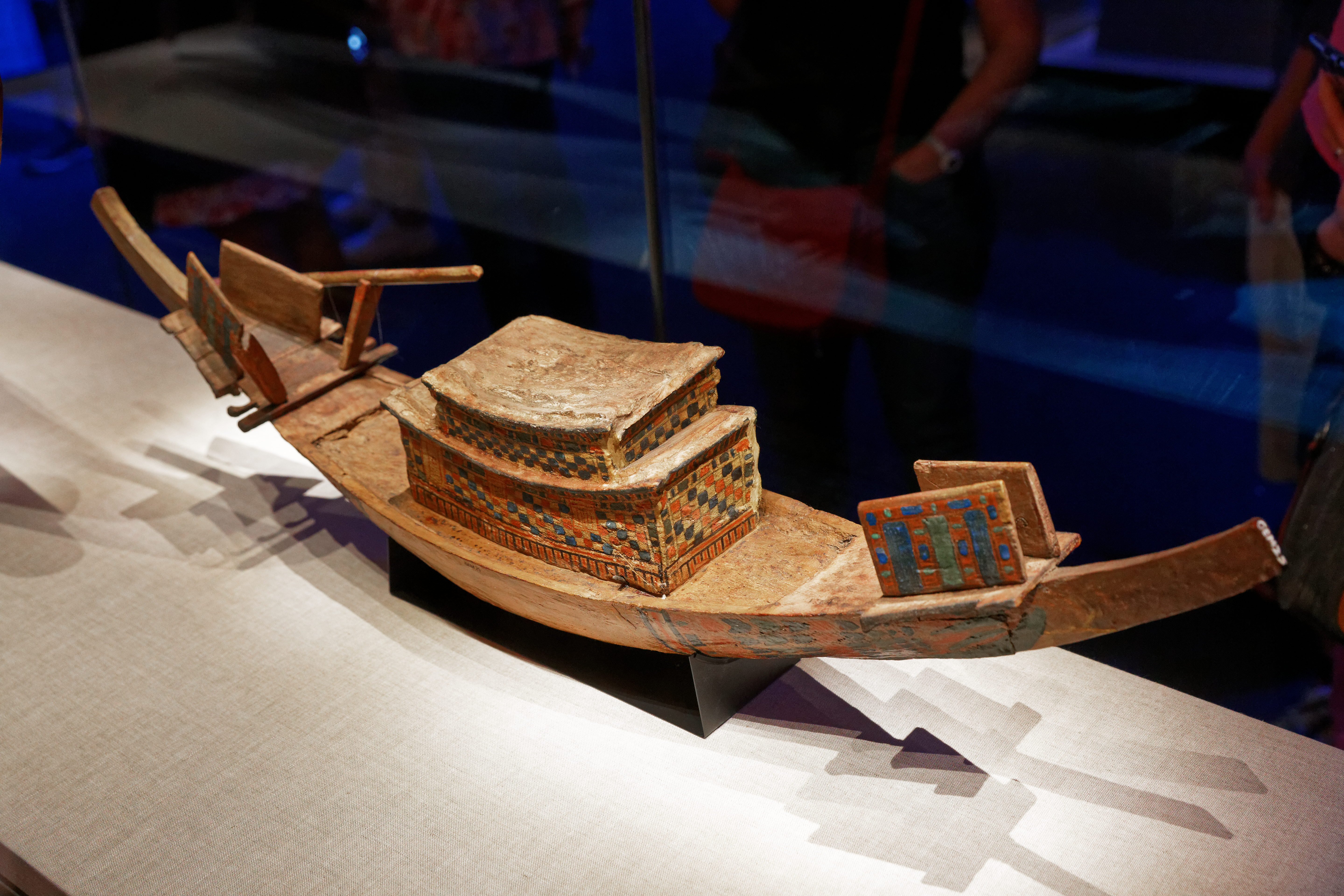
نموذج قارب من مقبرة توت عنخ آمون ٠

في عهد سنوسرت الثالث، تراجع استخدام النماذج الخشبية في المقابر ولم يعد موجودًا. ومع ذلك، كثيرًا ما يتم تضمين العديد من نماذج القوارب في النقاشات حول نماذج الدولة الوسطى في المقابر الملكية في الإمبراطورية المصرية، وأبرزها مقبرة توت عنخ آمون. كان أسطول توت عنخ آمون يضم خمسة وثلاثين قاربًا. ومن نماذج الإمبراطورية المصرية الأخرى، قوارب الملكة إياح حتب في ذراع أبو النجا، والتي تشتمل على واحدة مصنوعة من الذهب بأشكال فضية وأخرى مصنوعة بالكامل من الفضة.

## نماذج القوارب
كان نهر النيل مهمًا جدًا في مصر القديمة حيث سمح بالزراعة والتجارة والسفر. كما هو الحال مع أنواع النماذج الأخرى، غالبًا ما تضمنت اللوحات الجدارية للمقابر من المملكة القديمة وما بعدها صورًا للقوارب، مع مشاهد صناعة القوارب، والحج إلى أبيدوس في أيام المهرجانات، ونقل التابوت، والأنشطة الرياضية وغيرها. في هيكل القوارب النموذجية، تنعكس الزخارف المماثلة في ثلاثة أبعاد، مثل سفن نقل الموتى، والطهي، والسفر، والرياضة. قام جورج أندرو ريزنر بعمل تصنيف للقوارب النموذجية في كتالوج عام 1913 لنماذج القوارب في المتحف المصري بالقاهرة. صنف القوارب إلى سبعة أنواع:
1. النوع الأول: زورق نهري مقطوع بشكل مربع، دفتان (المملكة المصرية القديمة)
2. النوع الثاني: زورق نهري مع مؤخرة لولبية ودفة واحدة (المملكة المصرية الوسطى)
3. النوع الثالث: قارب مستنقع، طوف من ورق البردي (عصر ما قبل الأسرات)
4. النوع الرابع: قارب خشبي على شكل ورق البردي (من المملكة المصرية القديمة إلى المملكة المصرية الوسطى)
5. النوع الخامس: شكل لحاء البردى الجنائزي (المملكة المصرية الوسطى)
6. النوع السادس: اللحاء الشمسي من أصل هيكلي غير مؤكد (المملكة المصرية الوسطى)
7. النوع السابع: النباح الإلهي (كل العصور المصرية القديمة)
في المملكة المصرية الوسطى، تم العثور على نماذج القوارب الشراعية والتجديف (النوع الثاني أو الرابع) بشكل عام في أزواج، يشير أحد التجديف إلى السفر شمالًا، ويشير الإبحار إلى السفر جنوبًا.

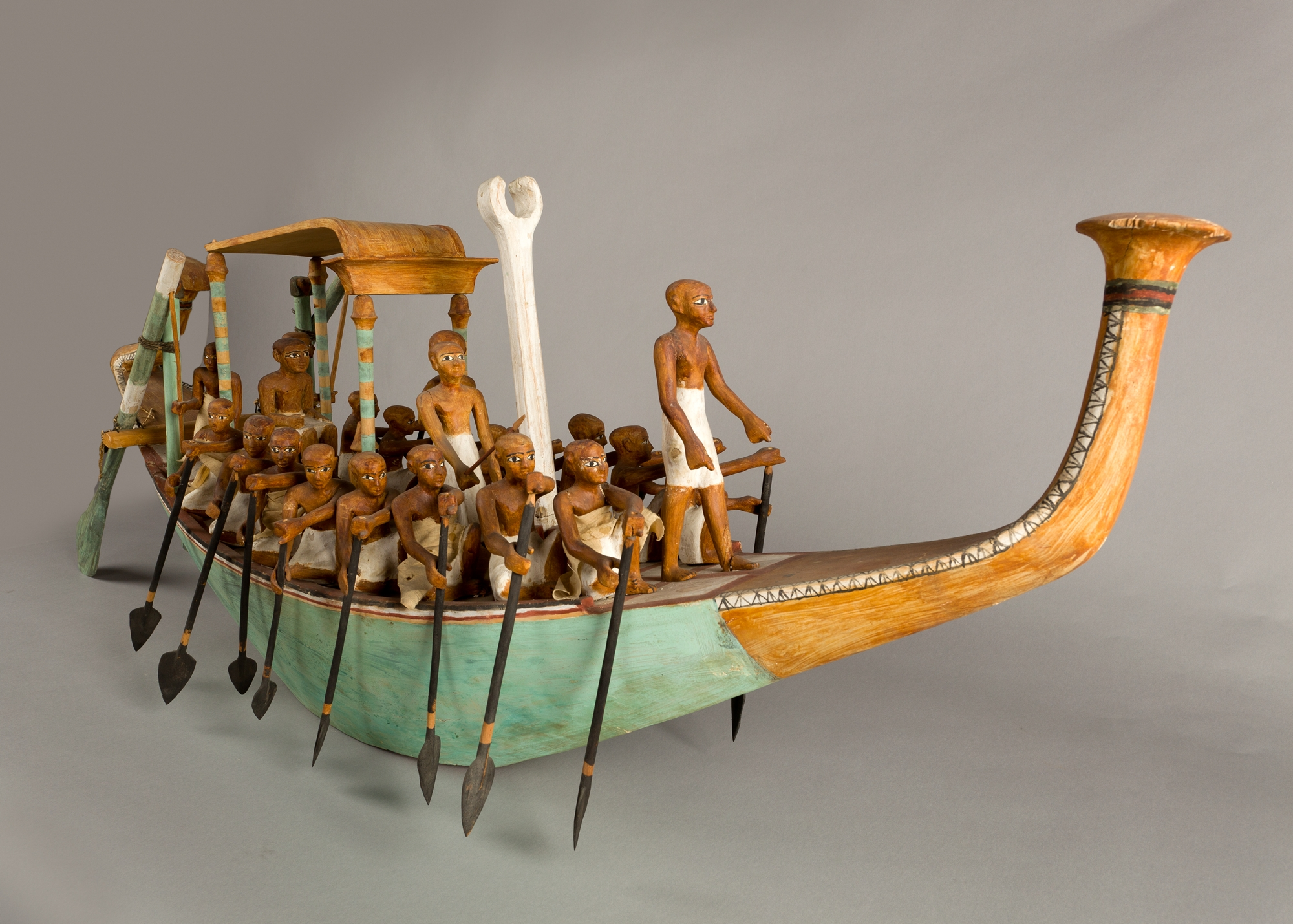
نموذج لمركب تجديف، قبر مكت رع.
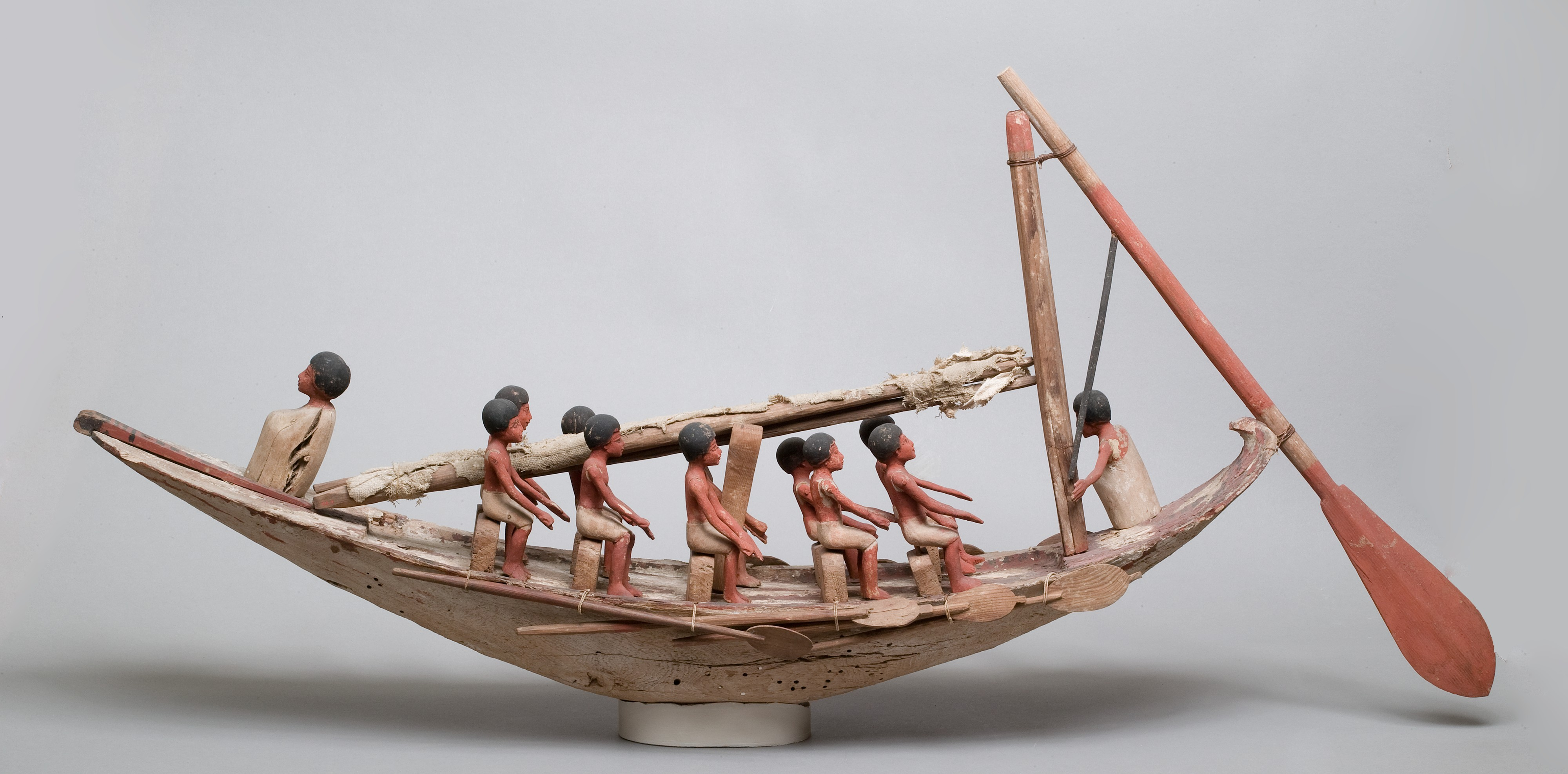
نموذج القارب، اللشت.
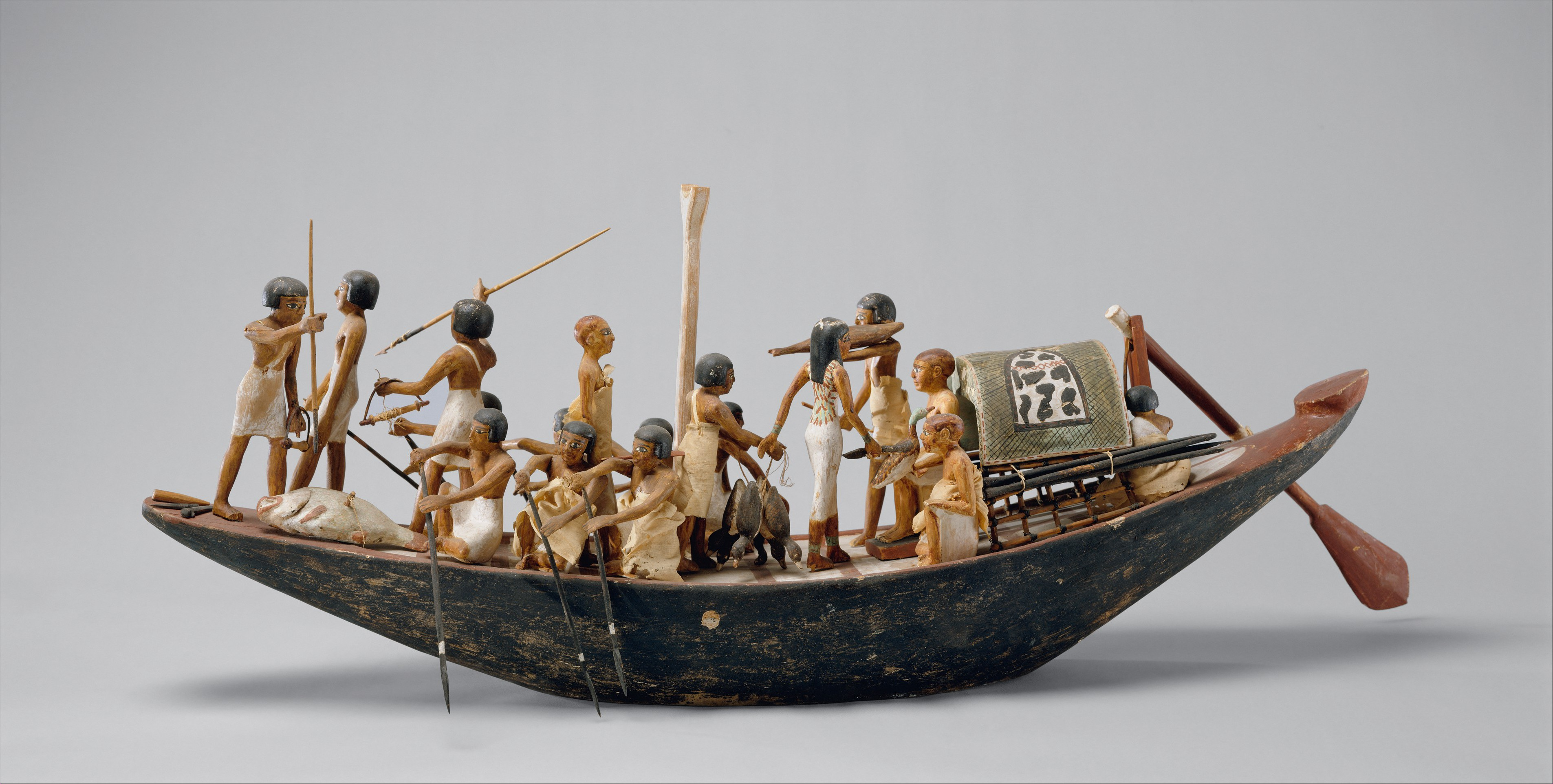
نموذج لمركب رياضي، ضريح مكت رع.

## صور

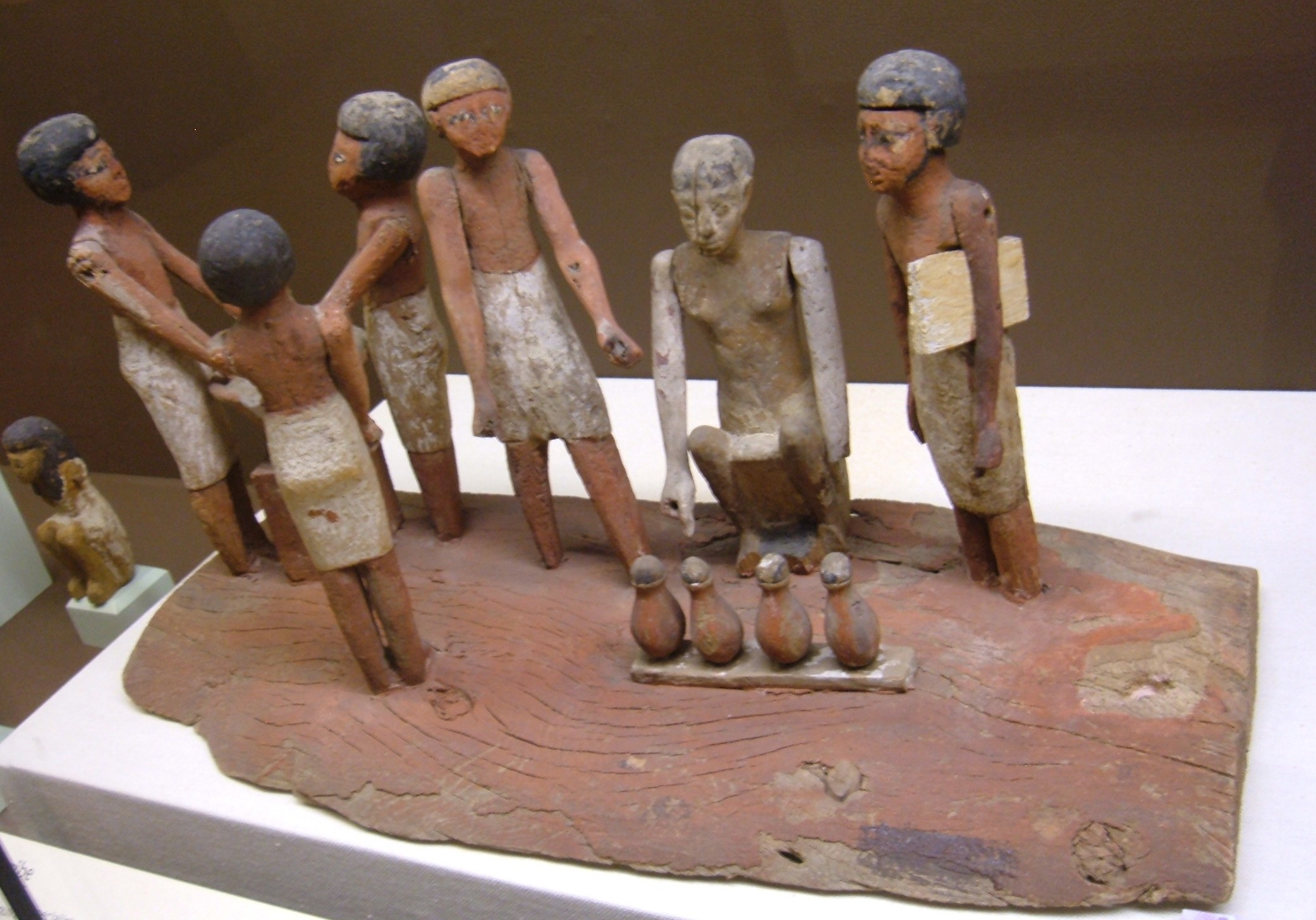
نموذج خشبي لمصنع جعة من عصر الدولة الوسطى.
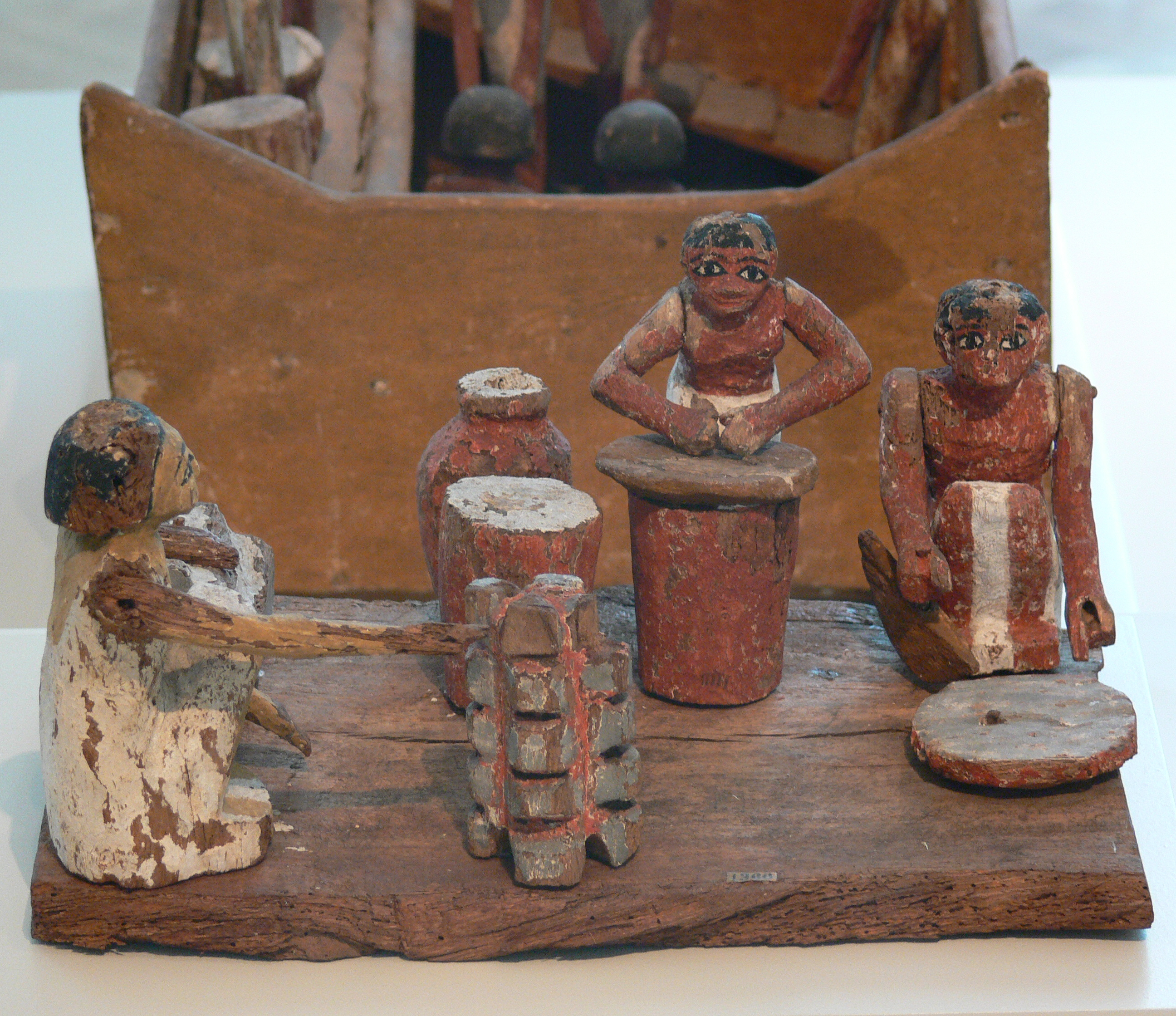
متحف برلين المصري. نموذج خشبي من مقبرة سقارة.
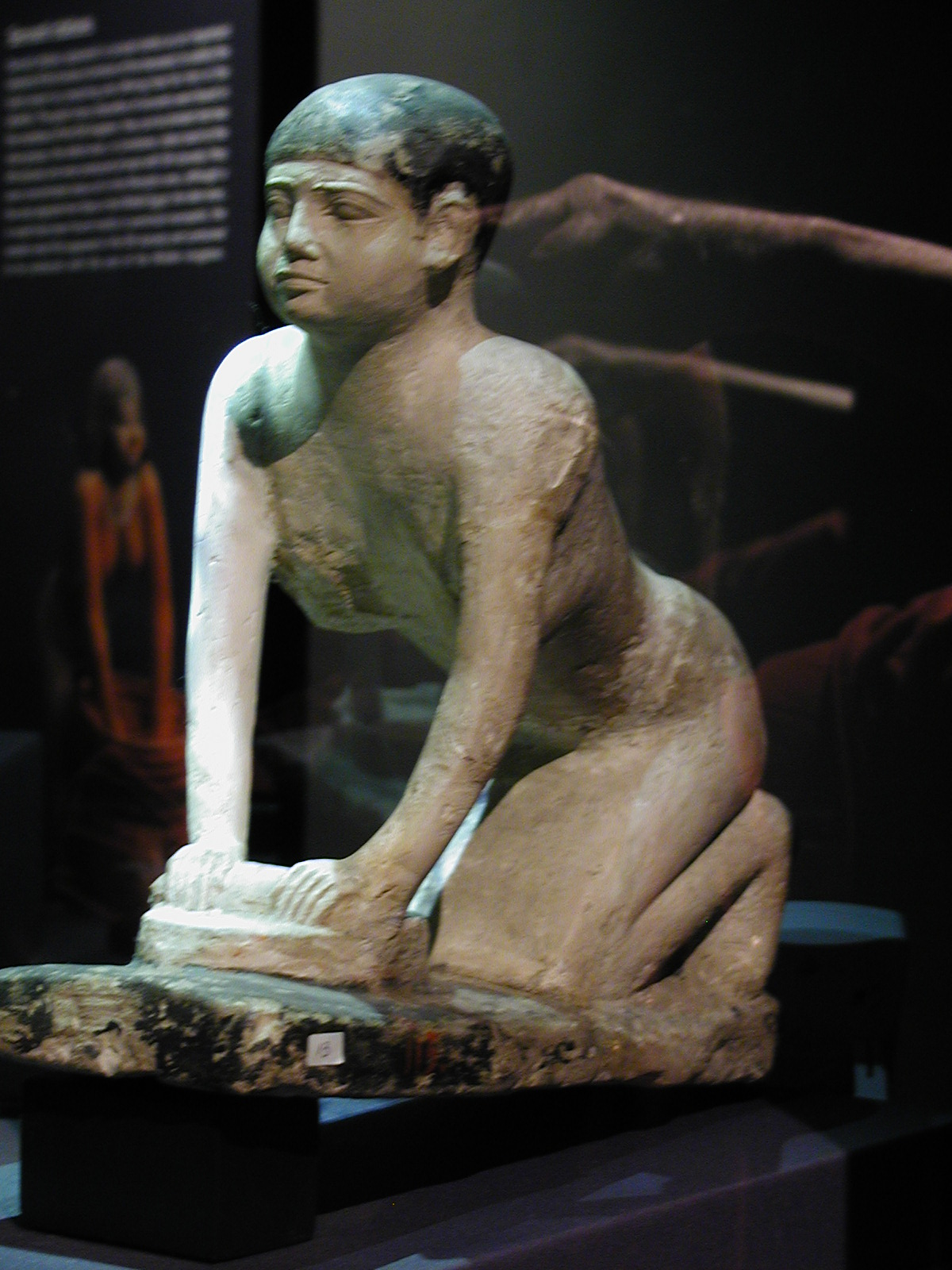
نموذج العجن.
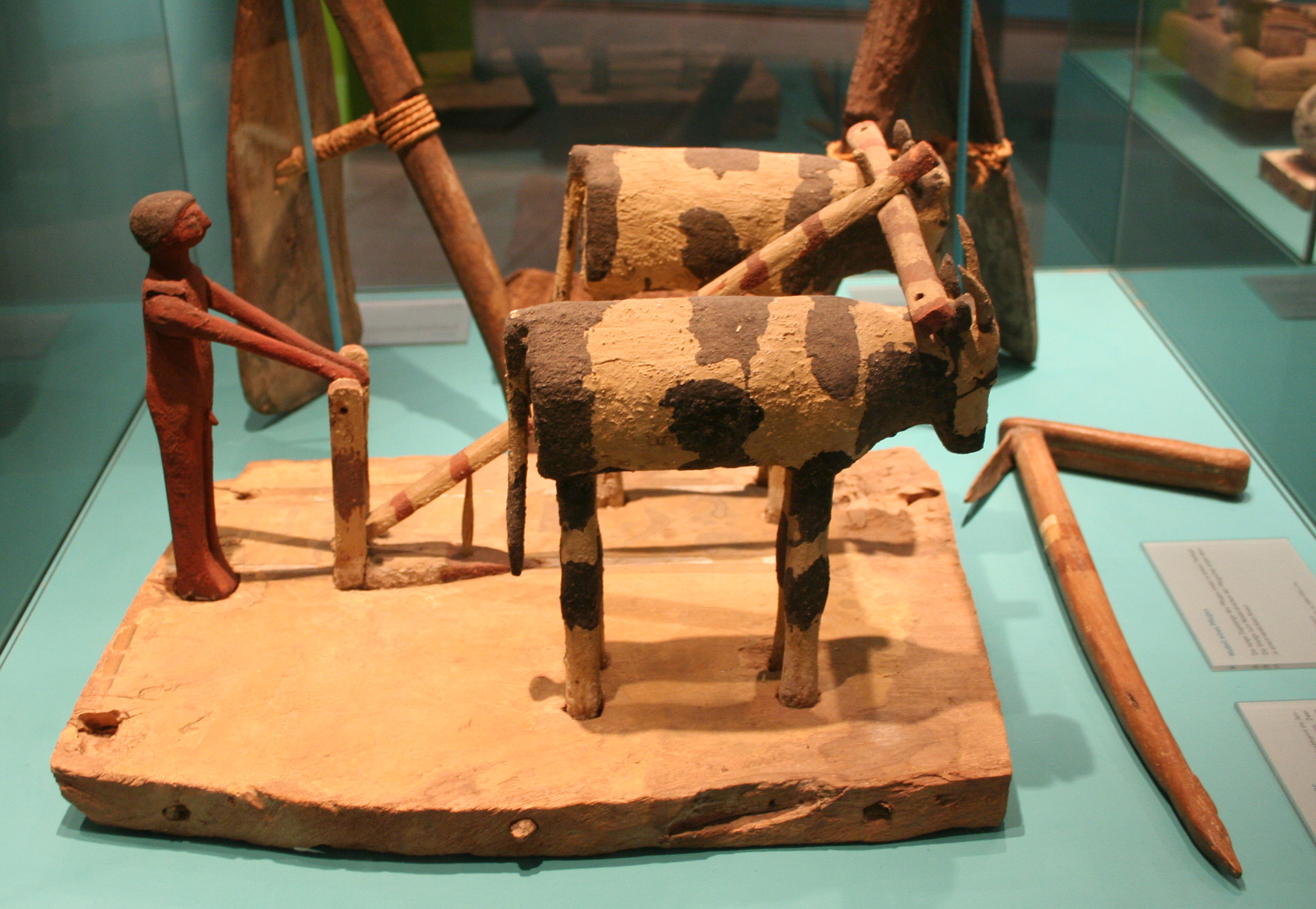
نموذج يمثل مشهد الحرث مع مزارع وثوران.
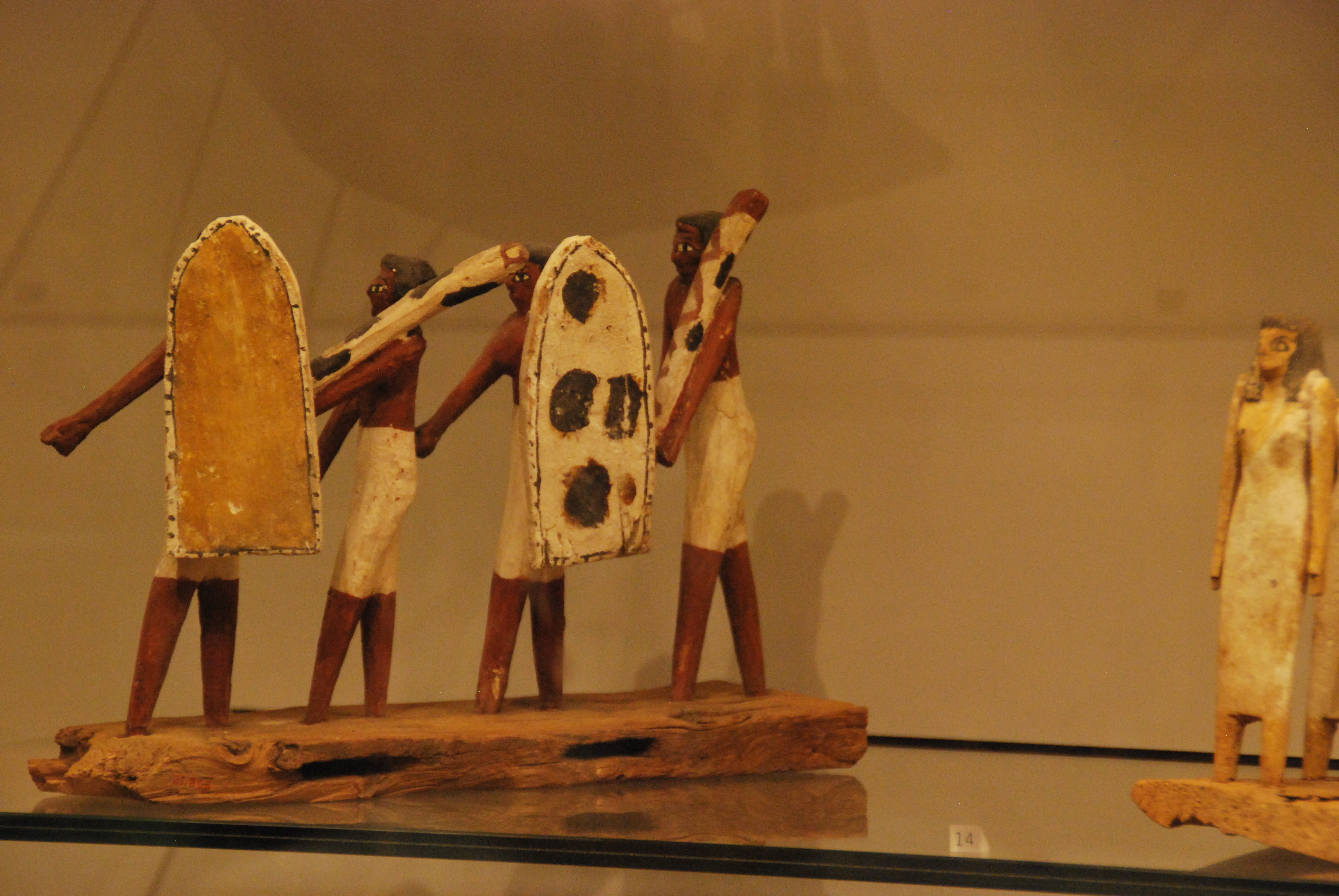
مواكب خشبية لجنود في موكب من قبر تحوتي نخت.
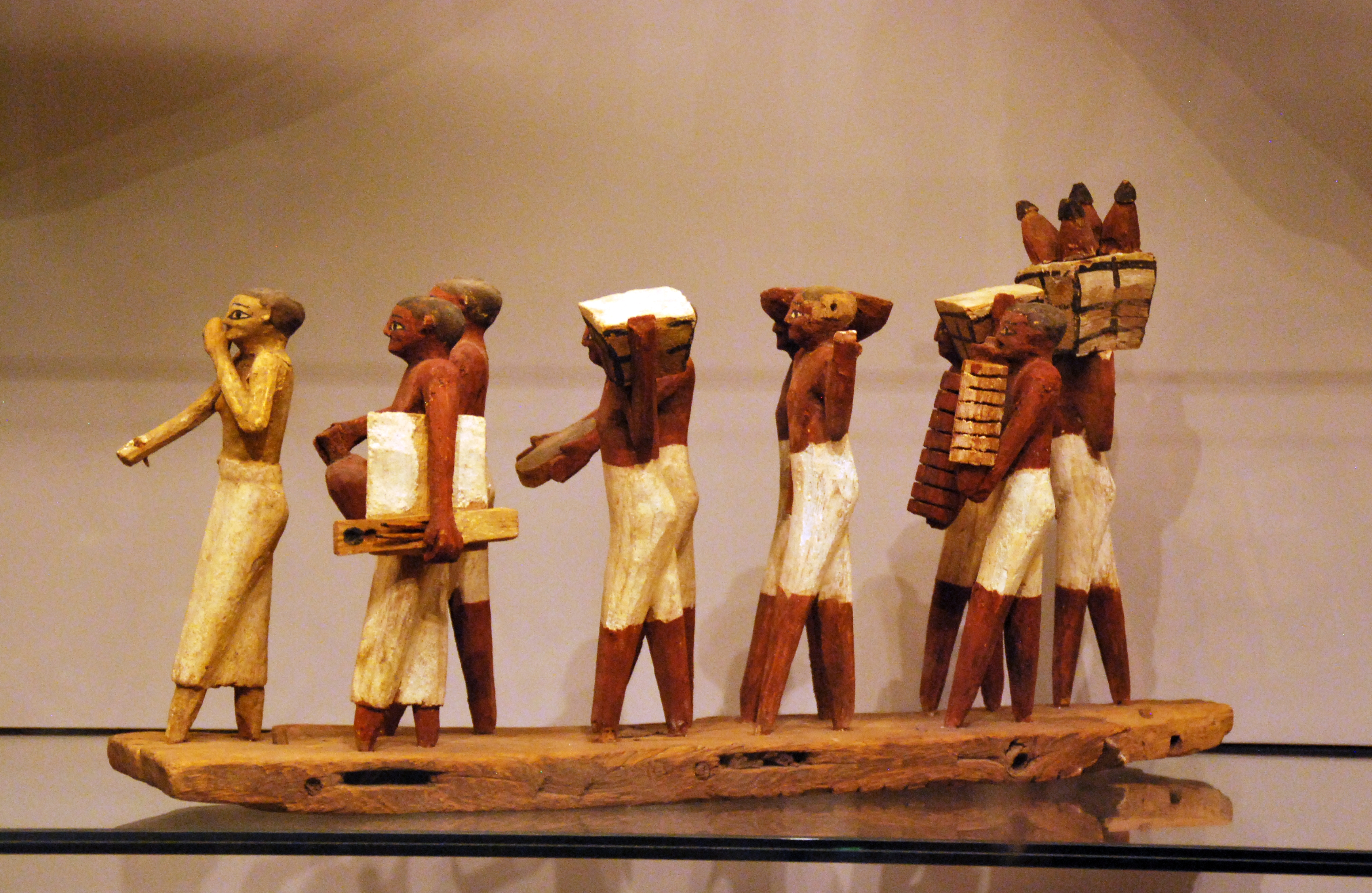
نموذج خشبي عليها رجال يحملون القرابين، من قبر تحوتي نخت.
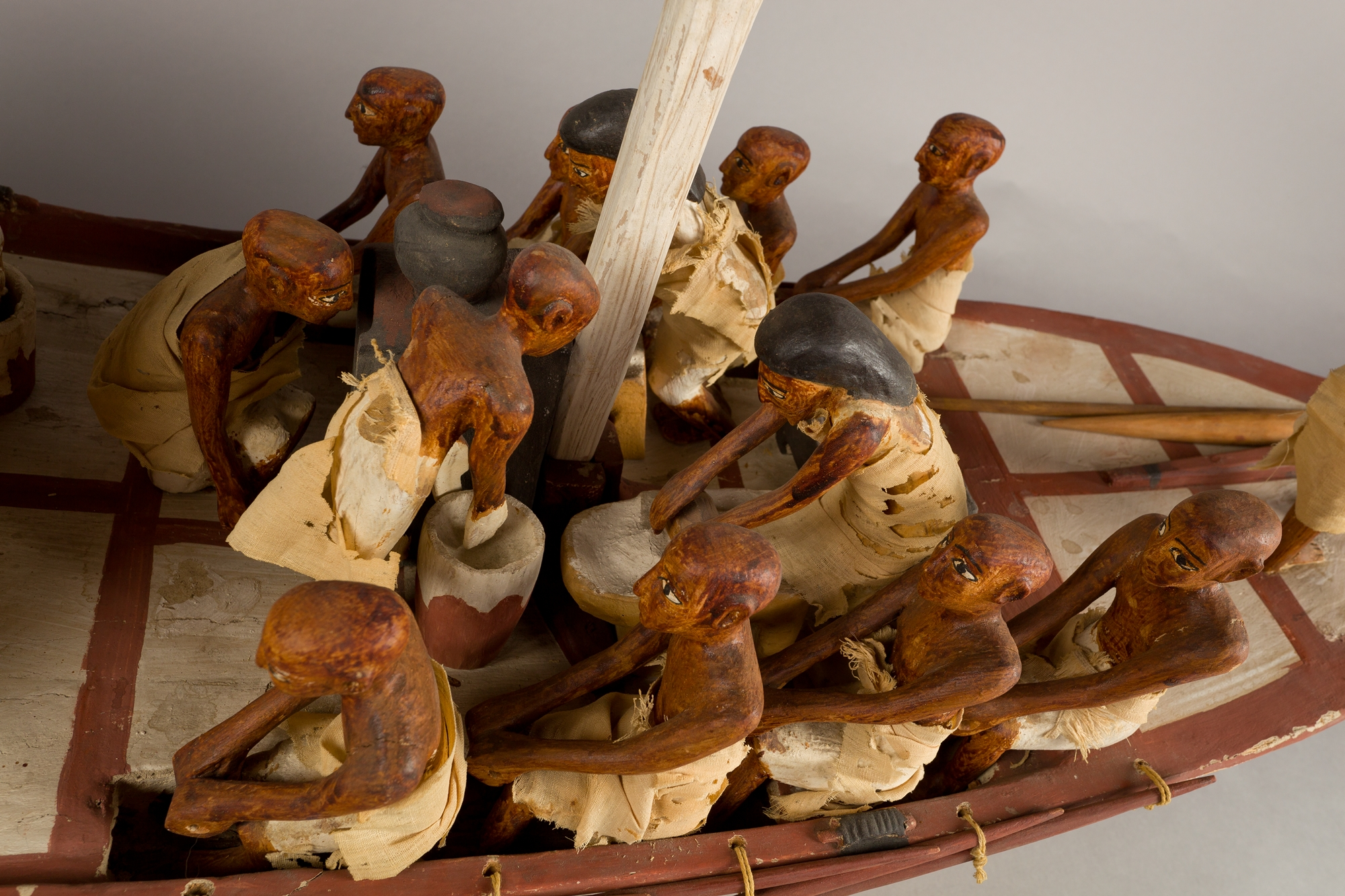
زورق خشبي مع مجدفين مع خيمة لتحضير الطعام. من مقبرة مكت رع.
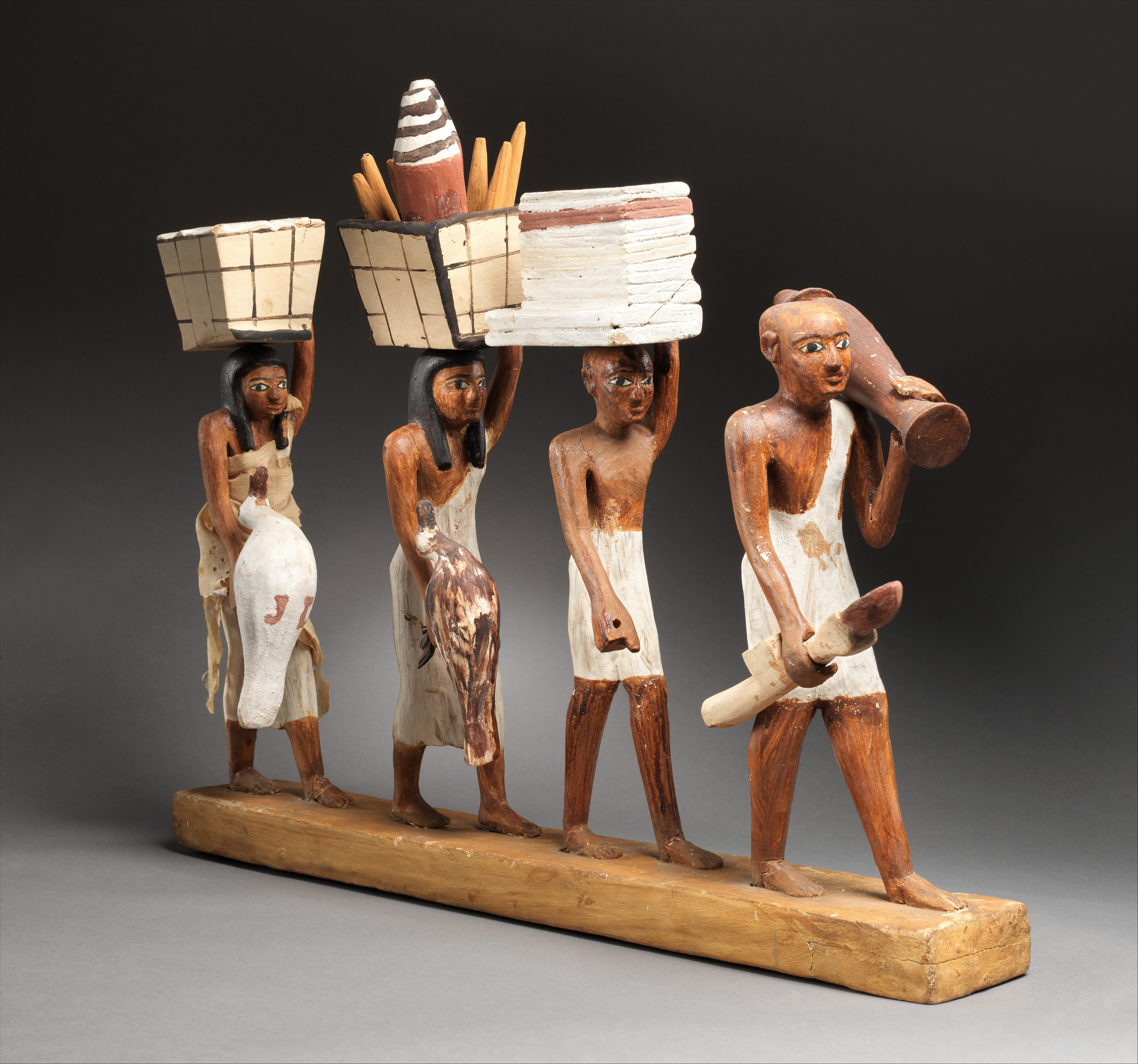
متحف المتروبوليتان للفنون. نموذج خشبي من مقبرة مكت رع.
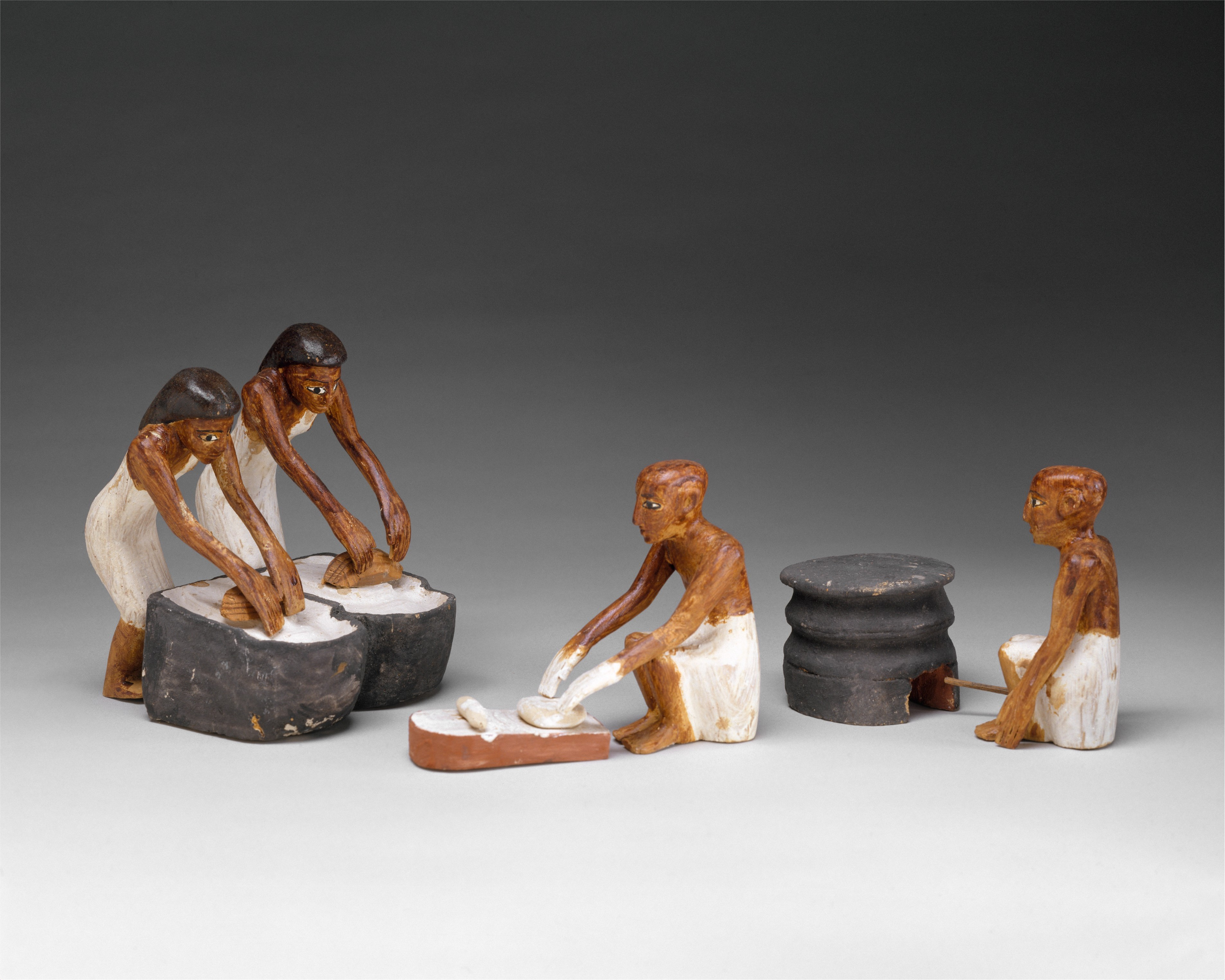
متحف المتروبوليتان للفنون. نموذج خشبي من مقبرة مكت رع.
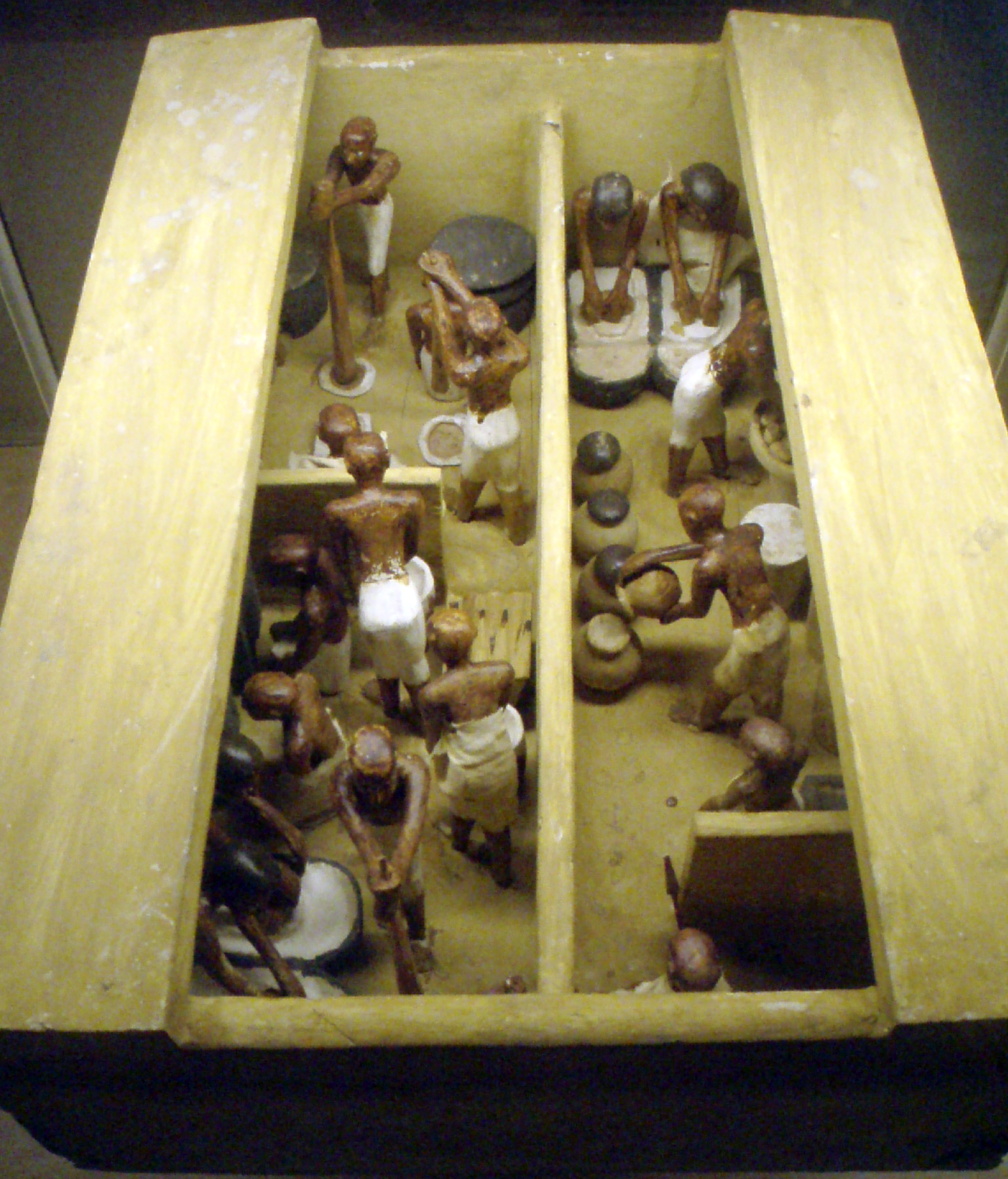
متحف المتروبوليتان للفنون. نموذج خشبي من مقبرة مكت رع في طيبة.
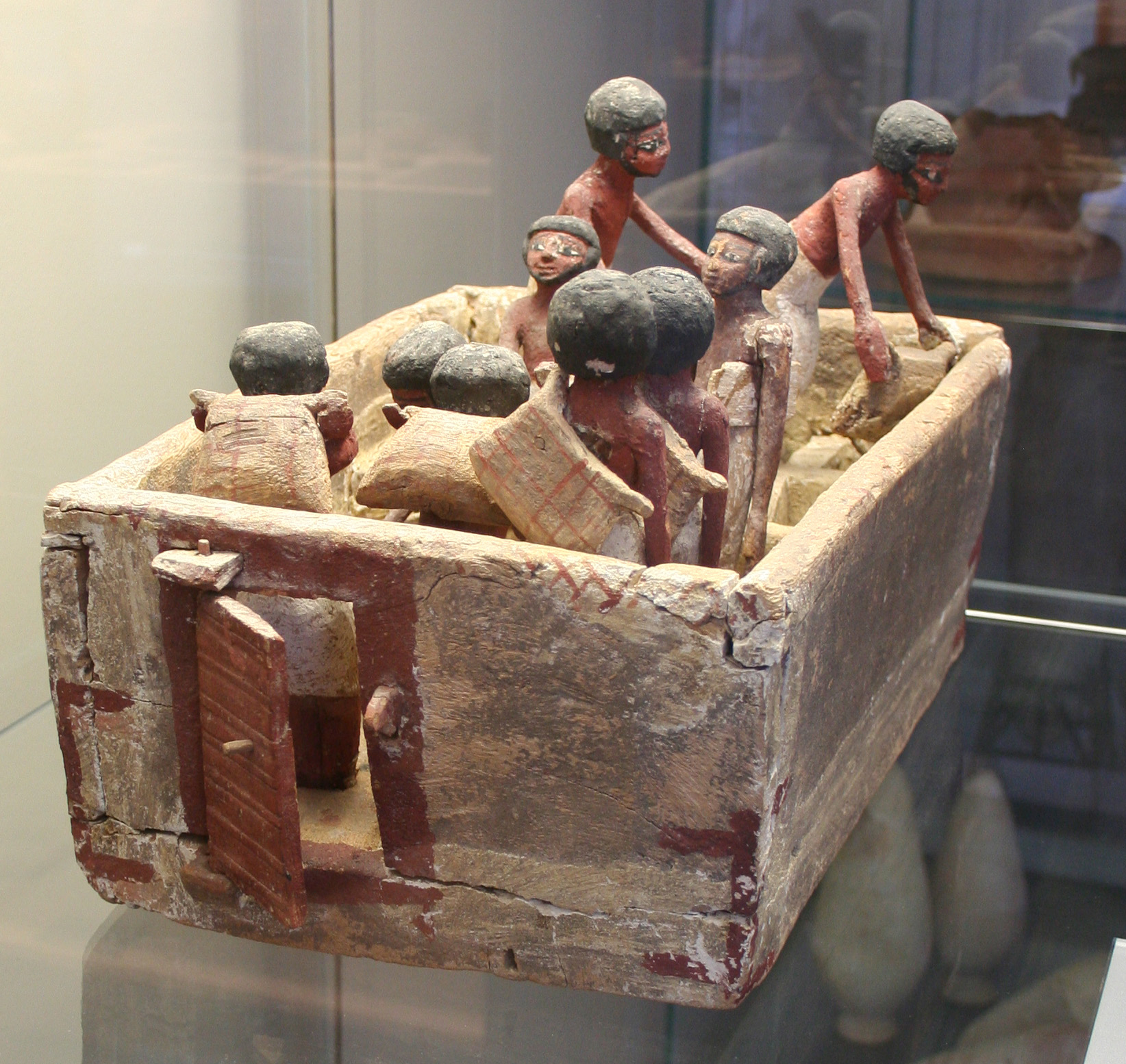
نموذج خشبي لحظيرة (الأسرة الحادية عشرة، المملكة المصرية الوسطى). وجدت في أسيوط.
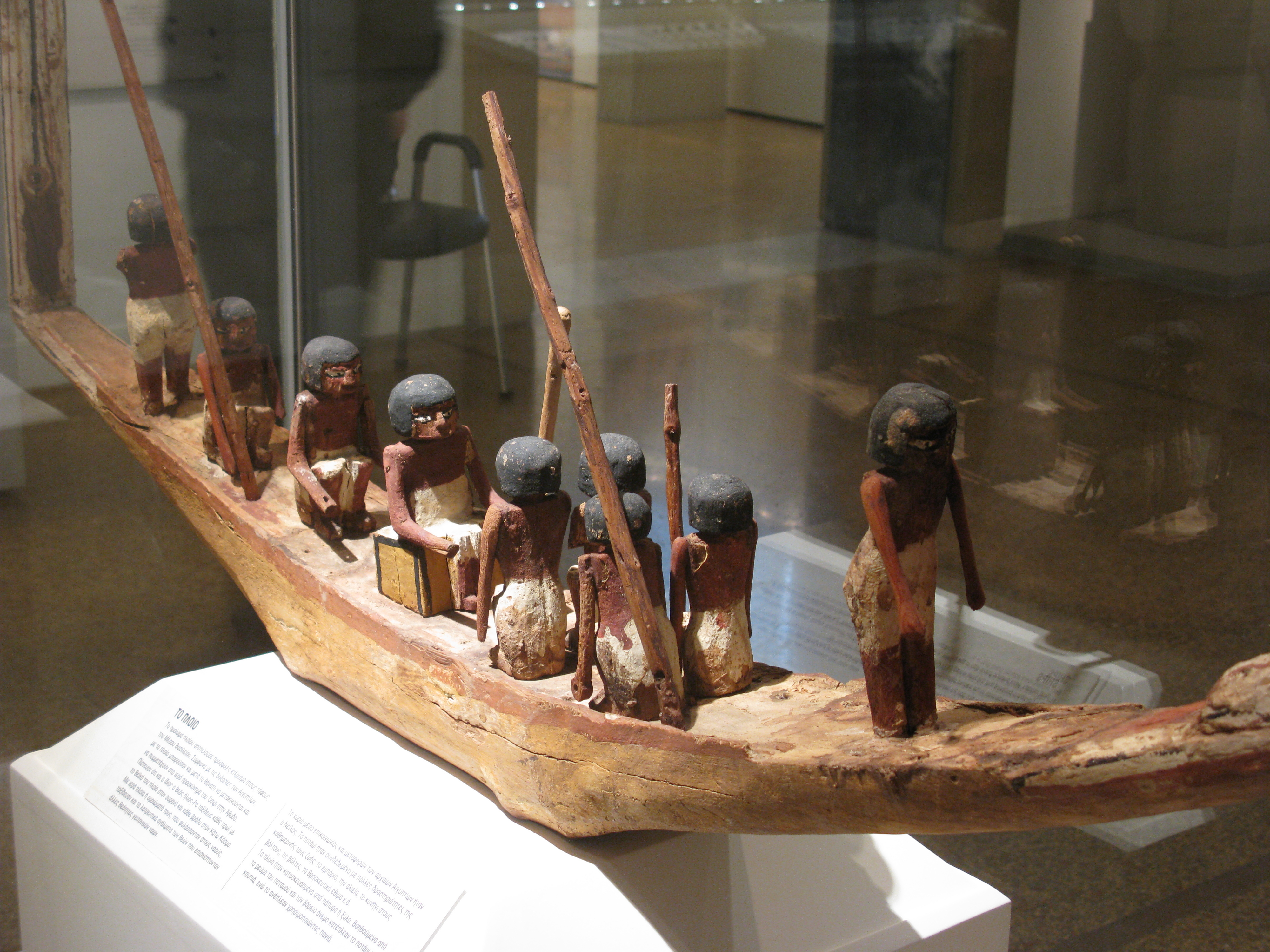
نموذج خشبي لسفينة الدفن (المملكة المصرية الوسطى) من المجموعة المصرية بمتحف الآثار الوطني بأثينا.
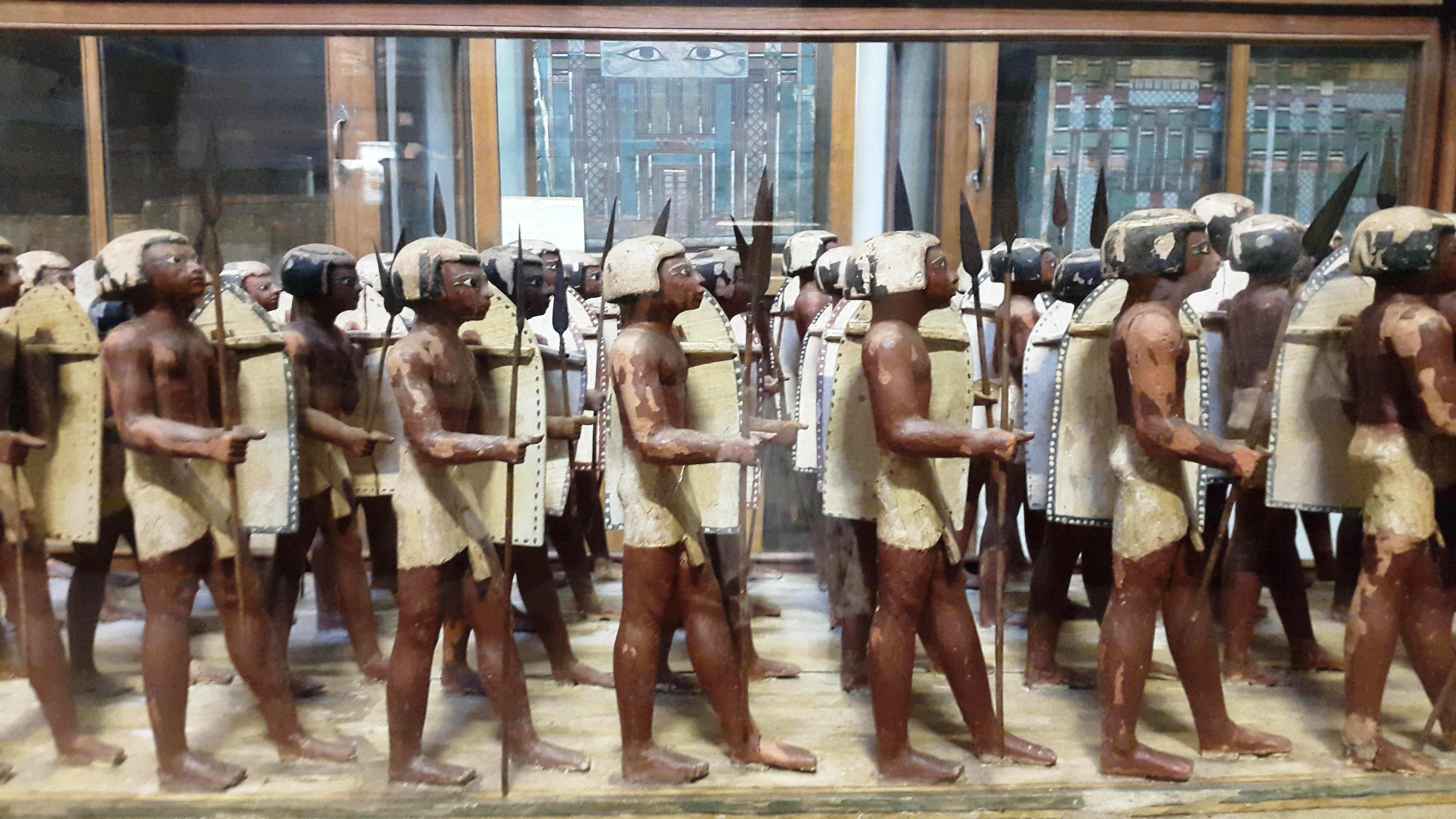
نموذج خشبي يمثل موكب جنود نوبيين. يأتي من قبر الملك المصري منتوحتب الثاني بالدير البحري. - المتحف المصري بالقاهرة.